# Jordi de Déu

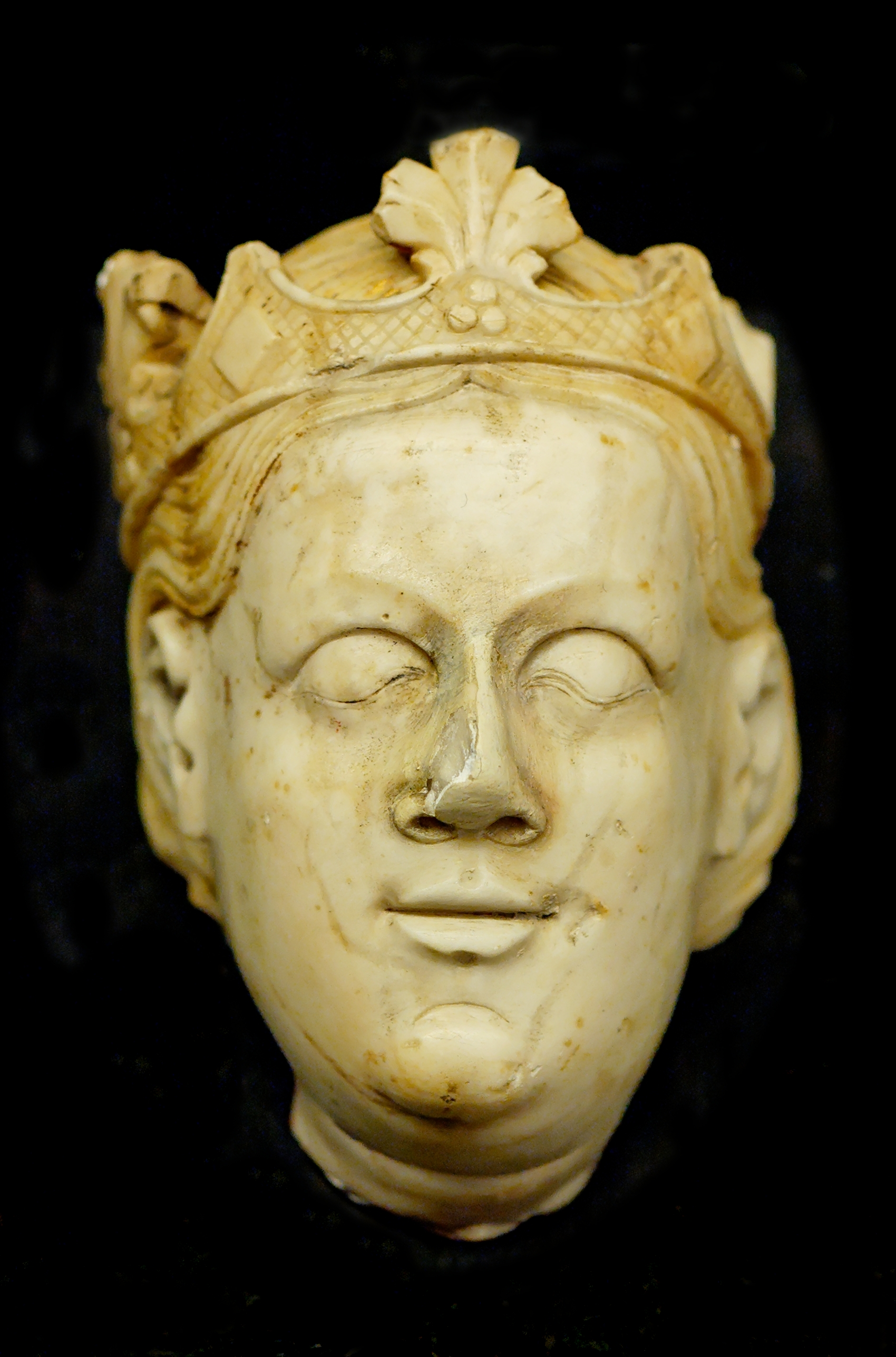
Fragment procedent del Panteó Reial de Poblet, obra de Jordi de Déu (Musée National du Moyen Age, París)

Jordi de Déu (Messina, segle xiv - c. 1418), més tard Jordi Joan, fou un escultor gòtic català d'origen grec.
Fou comprat com a esclau al mercat de Barcelona per l'escultor Jaume Cascalls, que l'instruí en l'ofici. Les primeres notícies de la seva activitat com a escultor al costat del seu amo són de 1363, quan amb ell treballava en l'encàrrec que havia rebut de Pere III el Cerimoniós per construir i esculpir un panteó reial al monestir de Poblet. S'escapà diverses vegades, però fou capturat i empresonat, i obligat a continuar la feina a Poblet.
Amb Cascalls treballà, durant la dècada de 1370, al timpà del Judici Final de la façana de la catedral de Tarragona. El 1377 treballava a l'església de Santa Maria de Cervera, per a la capella de Sant Martí de la qual va fer el sepulcre de Jaume Serra Major i un retaule. A Cervera s'associà amb l'escultor de Berga Bernat Pintor. A finals d'aquest any, però, el rei, tot elogiant-lo, manà que tornés a Poblet a ajudar Cascalls en l'obra del panteó. Havent mort Cascalls vers 1378, el rei el va nomenar mestre major de l'obra del panteó reial de Poblet el mateix any 1381.
Entorn del 1375 va fer el Retaule de la Concepció per a l'església de Santa Maria de Vallfogona de Riucorb, del qual només es conserven alguns fragments, la data del qual coïncideix amb la Creu de Sant Jordi, abans situada a la partida de Vadi Celi i ara al costat del carrer dels Templers, creat els anys 80 del segle xx; i entre 1386 i 1387 el retaule d'alabastre de Sant Llorenç, a l'església de Santa Coloma de Queralt.
D'aquesta època són les figures jacents de Joan I i de les seves successives esposes, Mata d'Armanyac i Violant de Bar, lliurades el 10 de gener de 1391, el sepulcre de la infanta Joana d'Aragó, comtessa d'Empúries i els de diversos infants morts joves, fills de Pere III i de Joan I, tots a Poblet. Excepte el sepulcre de la infanta Joana, totes aquestes obres foren destruïdes al segle xix.
A l'àrea de Poblet, va treballar també per a les esglésies de Vinaixa, Forès i Vilosell i el 1393 va fer la creu de Montblanc.
El 1390 va esculpir 50 capitells amb figures, 28 bases de columna i 28 cimacis per a l'ala SE del claustre inferior del monestir de Ripoll, per encàrrec de l'abat Ramon Descatllar.
A Barcelona, el bisbe Ramon d'Escales li va encarregar el 1390 diverses imatges per a la catedral de Barcelona: unes per al mur de tancament del cor, amb mènsules que representen profetes de l'Antic Testament, i altres per a l'escala del púlpit, amb figures de l'arcàngel Gabriel i la Mare de Déu de l'Anunciació. Com a recompensa per aquests treballs va aconseguir la llibertat deixant d'ésser esclau de Cascalls. Possiblement, també treballà per al convent del Carme de la mateixa ciutat, del qual es conserven algunes peces que li són atribuïdes, i per a l'Hospital de la Santa Creu, per al qual obraria claus de volta i capitells del claustre.
És autor dels escuts i, potser, de l'arcàngel que decoren la portalada gòtica de la Casa de la Ciutat de Barcelona, feta el 1400, obra que ja signà amb el cognom Joan (Johan). Es creu que canvià el nom quan aconseguí la llibertat, bé per decisió de Cascalls o dels seus hereus, bé per influència del bisbe Escales.
El 1402 va fer la creu de Santa Coloma de Queralt. Entre 1398 i 1407 va treballar en l'obra del Palau del rei Martí, a Poblet.
Va tenir dos fills escultors, Antoni Joan i Pere Joan, aquest últim molt destacat.
La influència de Cascalls és visible en el seu estil, tanmateix més estilitzat. En la seva última etapa mostra una tendència al realisme d'influència borgonyona.
La seva vida ha estat novel·lada per Vicenç Aguado a L'escultor de Déu (2016)